# 2015-ös nepáli földrengés
A 2015-ös nepáli földrengés 2015. április 25-én következett be Nepál északi részén, helyi idő szerint 11:41-kor. A 7,8-as erősségű rengés következtében 7652-en vesztették életüket, 16 390-en sérültek meg, és közel 200 000 lakóház semmisült meg. Az első hírek legalább 150 halottról szóltak, később az áldozatok számát már 1100 fő fölé becsülték. Vasárnap reggelre hivatalosan már 1805 halottról számoltak be, hétfő reggelre ez a szám 3200 fölé emelkedett, kedden pedig már 5057 áldozatról számoltak be. A 2015-ös földrengés az elmúlt nyolcvan év második legnagyobb erejű földmozgása volt az 1934-es nepáli földrengést követően.
A rengés az ország legnagyobb városától, Katmandutól 50 km-re nyugatra következett be, 14,9 km-es mélységben. A földrengés utórengései közt a Richter-skálán 6,6-os és 5,1-es erősségű is volt. A rengéseket még Újdelhiben is érzékelték. A helyi beszámolók szerint Katmanduban összeomlott az 1832-ben épült 63 méter magas Dharahara, vagy másik nevén Bhímszen-torony, amelyből remek kilátás nyílt a nepáli fővárosra. A torony a Katmandu-völgy építészetével együtt világörökségi védelmet élvez. A toronynál legalább 50 holttest került elő a mentési munkálatok során.
A földrengés a 75 nepáli körzetből mintegy harmincat érintett közvetlenül. A szomszédos Tibetben is épületek dőltek romba és utak rongálódtak meg.
A földrengés következtében több lavina is megindult a hegyekben, aminek következtében több hegymászót is maga alá temetett a lezúduló hó. A későbbi beszámolók 10 és 18 fő közé teszik azon hegymászók életét, akik a rengés által kiváltott lavinák áldozatai lettek.
A földrengés nem csupán Nepált érintette, hanem a szomszédos Indiában is komoly károkat okozott. Uttar Pradeshben házak omlottak össze, aminek következtében legalább hatan életüket vesztették, míg Bihárban további öt emberéletet követelt a természeti katasztrófa. A későbbi források szerint Indiában 34, vagy más források szerint 36 fő vesztette életét a földrengés miatt.
Kínában, Tibetben legalább 13 fő, míg Bangladesben 4 ember veszítette életét a rengés következtében.
Az áldozatok között van a Google egyik vezetője, Dan Fredinburg is.

## Reakciók
A nepáli kormány segítséget kért a világ többi országától a mentési munkálatok és a helyreállítás érdekében.
India katonai repülőt és rajta 3 tonna élelmiszert, valamint egy 40 fős mentőalakulatot küldött a térségbe. 
Az Amerikai Egyesült Államok egy millió dolláros gyorssegélyt és mentőalakulatokat küld. Kína az első hírek szerint 40 fős, majd a későbbi hírek szerint 62 fős mentőalakulatot és hat keresőkutyát küld Nepálba. Franciaország a nepáli kormány által megjelölt szükségletekről szóló lista alapján dönt a későbbiekben, hogy pontosan mikkel járul hozzá a mentéshez. Az Európai Unió pénzügyi segítséggel támogatja nepáli mentési és helyreállítási munkálatokat.

### Távközlési cégek és internet
- A Facebook bevezetett egy biztonsági elemet, mely segítségével a felhasználók saját magukat vagy barátaikat, családjukat „biztonságban levőnek” jelölhetik.[10]
- A Google aktiválta a „személykereső” szolgáltatását, amivel az eltűnt személyek megtalálását segíthetik.[11]
- Az OpenStreetMap közösség Humanitárius Térképezés csoportja válságtérképezési projektet indított a területre.[12]
- Az indiai Airtel, MTNL és BSNL telefontársaságoktól Nepálba induló hívások április 28-ig ingyenesek.[13]
- A Viber deaktiválta a díjfizetést Nepálban, így felhasználói bármilyen célállomást díjmentesen hívhatnak.[14]

## Utórengés május 12-én
2015. május 12-én újabb pusztító erejű földrengés rázta meg az országot. A 7,3-as erősségű földrengés epicentruma Katmandutól 76 kilométerre keletre, 15 kilométeres mélységben volt. A földmozgásnak számos halálos áldozata volt Nepálban és a szomszédos India Bihár államában.